# Scleria welwitschii
Scleria welwitschii är en halvgräsart som beskrevs av Charles Baron Clarke. Scleria welwitschii ingår i släktet Scleria och familjen halvgräs. Inga underarter finns listade i Catalogue of Life.